# What Were Once Vices Are Now Habits
What Were Once Vices Are Now Habits es el cuarto álbum de estudio de la banda de rock estadounidense The Doobie Brothers. Fue publicado el 1 de febrero de 1974 a través de Warner Bros. Records.

## Recepción de la crítica
Un escritor no especificado de la revista Cash Box escribió: “El hard rock puro todavía impregna cada rincón del paquete, pero con los acentos de percusión añadidos, el uso de las trompetas de Memphis y los artistas invitados, el LP adquiere una sensación nueva y genial”. Un escritor no especificado de la revista Billboard describió el álbum como “un excelente conjunto de esta banda versátil, resaltado por la distintiva voz principal y la excelente guitarra solista de Tom Johnston”.

## Lista de canciones
Todas las canciones escritas y compuestas por Tom Johnston, excepto donde esta anotado. 
| Lado uno |                                    |          |  |
| N.º      | Título                             | Duración |  |
| 1.       | «Song to See You Through»          | 4:06     |  |
| 2.       | «Spirit»                           | 3:15     |  |
| 3.       | «Pursuit on 53rd St.»              | 2:33     |  |
| 4.       | «Black Water» (Patrick Simmons)    | 4:17     |  |
| 5.       | «Eyes of Silver»                   | 2:57     |  |
| 6.       | «Road Angel» (The Doobie Brothers) | 4:49     |  |

| Lado dos |                                                                     |          |  |
| N.º      | Título                                                              | Duración |  |
| 1.       | «You Just Can't Stop It» (Simmons)                                  | 3:28     |  |
| 2.       | «Tell Me What You Want (And I'll Give You What You Need)» (Simmons) | 3:53     |  |
| 3.       | «Down in the Track»                                                 | 4:15     |  |
| 4.       | «Another Park, Another Sunday»                                      | 4:27     |  |
| 5.       | «Daughters of the Sea» (Simmons)                                    | 4:29     |  |
| 6.       | «Flying Cloud» (Tiran Porter)                                       | 2:00     |  |

## Posicionamiento

### Gráfica semanal
| Gráfica (1974–75)                         | Pico de posición |
| ----------------------------------------- | ---------------- |
| Australia (Kent Music Report)             | 24               |
| Canadá (RPM Top Albums)                   | 13               |
| Estados Unidos (Billboard Top LPs & Tape) | 4                |
| Nueva Zelanda (Recorded Music NZ)         | 17               |
| Reino Unido (UK Albums Chart)             | 19               |

### Gráfica de fin de año
| Gráfica (1974)          | Pico de posición |
| ----------------------- | ---------------- |
| Canadá (RPM Top Albums) | 87               |

## Certificaciones y ventas
| País                  | Certificación | Ventas    |
| --------------------- | ------------- | --------- |
| Australia (ARIA)      | Oro           | 20 000    |
| Estados Unidos (RIAA) | 2× Platino    | 2 000 000 |
| Reino Unido (BPI)     | Plata         | 60 000    |